# Lucila
Ânia Aurélia Galéria Lucila (em latim: Annia Aurelia Galeria Lucilla; Roma, 7 de março de 148 — Capri, 182) foi uma imperatriz-consorte romana, esposa do imperador Lúcio Vero. Ela era a terceira filha - segunda menina - do imperador Marco Aurélio com Faustina, a Jovem, e irmã mais velha do futuro imperador Cômodo. Foi ele quem ordenou que ela fosse executada depois de uma tentativa fracassada de matá-lo num golpe quando ela tinha por volta de trinta e três anos.

## Primeiros anos
Nascida e criada numa influente família da Roma Antiga, Lucila tinha um irmão gêmeo, Gêmelo Lucila, que morreu por volta de 150. Os avós maternos da imperatriz eram o imperador Antonino Pio e a imperatriz Faustina Maior e os paternos, Domícia Lucila e o pretor Marco Ânio Vero.

## Imperatriz
Em 161, quando ela tinha 13 anos (ou 11), os pais de Lucila arranjaram um casamento para ela com o coimperador de seu pai, Lúcio Vero. Dezoito anos mais velho que ela, Vero se casou três anos depois, em 164, na cidade de Éfeso, e Lucila recebeu o título de augusta. Na mesma época, Marco Aurélio e Lúcio Vero estavam travando a guerra parta na Síria.
O casal teve três filhosː
- Aurélia Lucila, nasceu em 165 em Antioquia, morreu jovem;
- Lucila Pláucia (m. 182), conspirou com a mãe para derrubar Cômodo e terminou executada com ela em Capri;
- Lúcio Vero, morreu jovem.

Lucila era uma mulher influente e comandava grande respeito, algo que lhe agradava. Ela passou bastante tempo em Roma enquanto Vero estava em campanha cumprindo seus deveres como coimperador. Lúcio morreu por volta de 168 ou 169 quando retornava de um combate na região do Danúbio e, por isso, Lucila deixou de ser imperatriz.

## Segundo casamento
Sendo uma parente não casada do imperador Marco Aurélio e do finado Lúcio Vero e também por conta de seus filhos, nascidos na realeza, Lucila não poderia ficar muito tempo viúva e assim, pouco tempo depois, seu pai arranjou um segundo casamento para ela, desta vez com Tibério Cláudio Pompeiano de Antioquia. Ele era um sírio-romano que fora duas vezes cônsul e era aliado de seu pai. Porém, Lucila e Faustina eram contra o casamento por entender que ele não seria o par ideal para ela: além de ser pelo menos duas vezes mais velho que ela, Pompeiano não era do mesmo status social que Lucila (nobiles), mesmo ele sendo descendente de governantes no oriente. De nada adiantou e eles se casaram. Por volta de um ano depois, em 170, Lucila teve um outro filho, Pompeiano, com o novo marido.

### Ascensão de Cômodo
Em 172, Lucila e Pompeiano acompanharam Marco Aurélio até Vindobona (Viena) em sua campanha no Danúbio. Eles estavam com ele em 17 de março de 180, quando o velho imperador faleceu e Cômodo, irmão de Lucila, ascendeu ao trono e sepultou de vez qualquer chance de ela voltar a ser imperatriz. Pompeiano e Lucila então voltaram para Roma.
Lucila não se conformou com a pacata vida de cidadã em Roma e detestava sua cunhada Brútia Crispina. Com o passar do tempo, ela ficou bastante preocupada com o comportamento instável do irmão e no resultado que ele tinha sobre a estabilidade do império.

### Trama para assassinar Cômodo

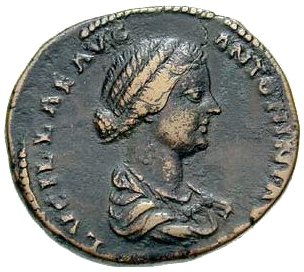
Sestércio de Lucila.

Por conta disto, em 182, Lucila se envolveu num complô para assassinar Cômodo e substituí-lo por Cláudio Pompeiano e tendo a si mesma como imperatriz. Entre os conspiradores estavam o Tarrutênio Paterno, o comandante da guarda imperial, a filha dela do casamento com Lúcio Vero, Pláucia, o sobrinho de Pompeiano, também chamado Pompeiano, e os primos dela pelo lado paterno, o ex-cônsul Marco Umídio Quadrado Aniano e sua irmã Umídia Cornifícia Faustina.
Porém, o sobrinho de Pompeiano, empunhando uma adaga ou uma espada, se atrapalhou em sua tentativa de assassinar Cômodo. Quando ele saiu de seu esconderijo para matá-lo, ele estupidamente entregou suas intenções dizendo "Eis aqui o que o Senado lhe envia". Os guardas do imperador foram mais rápidos e o confiante assassino foi dominado e desarmado sem conseguir sequer ferir Cômodo.
Cômodo imediatamente ordenou a execução de Pompeiano (o sobrinho) e de Marco Umídio Quadrado Aniano e baniu Lucila, a filha e Umídia Cornifícia para ilha Itália de Capri. No final do mesmo ano, um centurião enviado para lá pelo imperador executou as três. Finalmente, Lúcio Aurélio Cômodo Pompeiano, o filho de Lucila com Cláudio Pompeiano foi assassinado por ordem de Caracala.

## Na cultura popular
- No filme A Queda do Império Romano, de 1964, Lucila foi interpretada por Sophia Loren.
- No filme Gladiador, de 2000, quem a interpretou foi Connie Nielsen.
- Na minissérie Roma: Império de Sangue, de 2016, Lucila foi interpretada por Tai Berdinner-Blades.[6]